# تپه کندیری۴
تپه کندیری۴ مربوط به دوران‌های تاریخی پس از اسلام است و در استان قزوین، شهرستان آوج، بخش مرکزی، روستای پرسبانج واقع شده و این اثر در تاریخ ۲۵ اسفند ۱۳۸۰ با شمارهٔ ثبت ۵۶۸۲ به‌عنوان یکی از آثار ملی ایران به ثبت رسیده است.